# Sello imperial de los mongoles
El Sello imperial de los mongoles es un sello (tamga) que fue usado por los mongoles en el medioevo. Contenía inscripciones en el alfabeto mongol tradicional, u otros dialectos de origen mongol utilizados por Estados como el Imperio mongol, la dinastía Yuan o Yuan del Norte. Fue símbolo de la potestad del kan y en él se inscribía la fórmula de autoridad sobre la que gobernaba y que lo reconocía como parte de la línea de sucesión de Gengis Kan.
Uno de los sellos más antiguos del que se tiene constancia en el registro es el de Güyük Khan. Según el misionero Plano Carpini, un artesano de la Rus de Kiev de nombre Kozma (Cosmas) fabricó este sello. Este podría haber sido el sello utilizado en la carta dirigida al papa Inocencio IV en 1246, en un esfuerzo para fortalecer las relaciones entre Europa y los mongoles durante la Séptima Cruzada.
En 1920 el erudito polaco Cyrill Koralevsky tomó una foto de la marca del sello de Guyuk Khan registrada en los Archivos Vaticanos. Posteriormente, el destacado mongolista francés, P. Pelliot, tradujo sus inscripciones. El texto dice: «A través del poder del inmortal Tangri, nosotros, el kan universal del gran pueblo mongol, ordenamos.».
Sin embargo, actualmente los mongoles creen que Kozma fabricó solo uno de los sellos imperiales, y que el sello en la carta es el de Genghis Khan, que fue heredado por sus sucesores.
Durante la dinastía Yuan, que gobernó toda China, se llegaron a producir varios sellos. Zhaozong tenía un sello imperial con la inscripción «Gran Yuan». En el siglo XVI, los mongoles usaron un sello de forma cuadrada.
Bogd Khan, gobernante del Kanato de Mongolia (1911-1924), tenía un Tamga con la inscripción "Santidad - Bogd Khaan, quien tiene religión y autoridad".